# Dan Jönsson

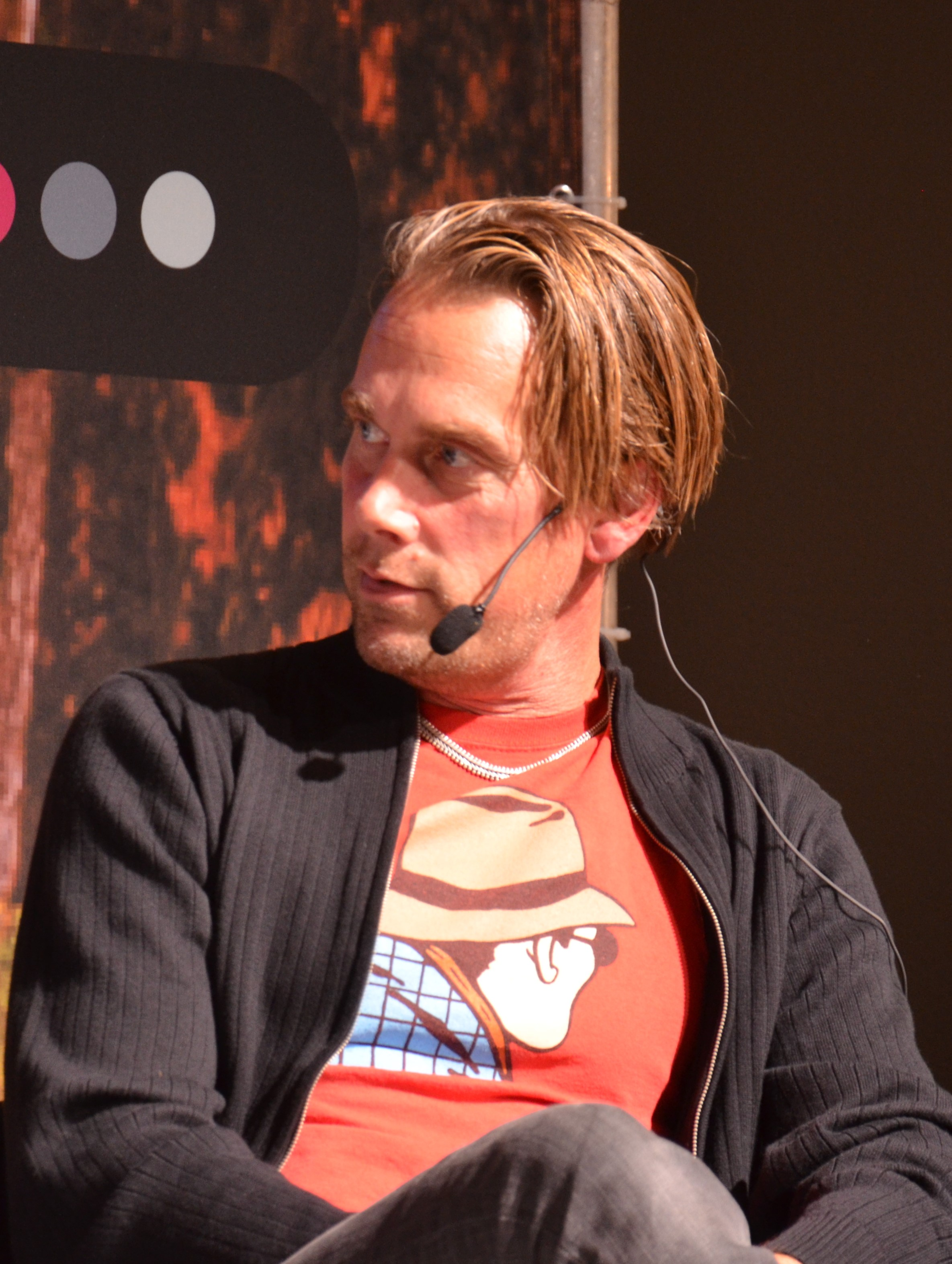
Dan Jönsson på Bokmässan i Göteborg 2014

Dan Jönsson, född 1963 i Rotterdam, är svensk författare, kulturjournalist och kritiker som bland annat skrivit för Dagens Nyheter, Aftonbladet, Sydsvenskan, 20TAL och medarbetar i Sveriges Radios OBS! Kulturkvarten. han är känd för att ha utvecklat litterära resereportage, som i Kontinentaldrift, där han besöker ett Europa i förfall. han har också hårt kritiserat Moderna Museet för att vara Stockholmsfixerat[källa behövs].  